# Giovanni Battista a Prato
Giovanni Battista a Prato, detto Don Tita (Segonzano, 29 ottobre 1812 – Trento, 13 giugno 1883), è stato un abate, politico e giornalista italiano.

## Biografia

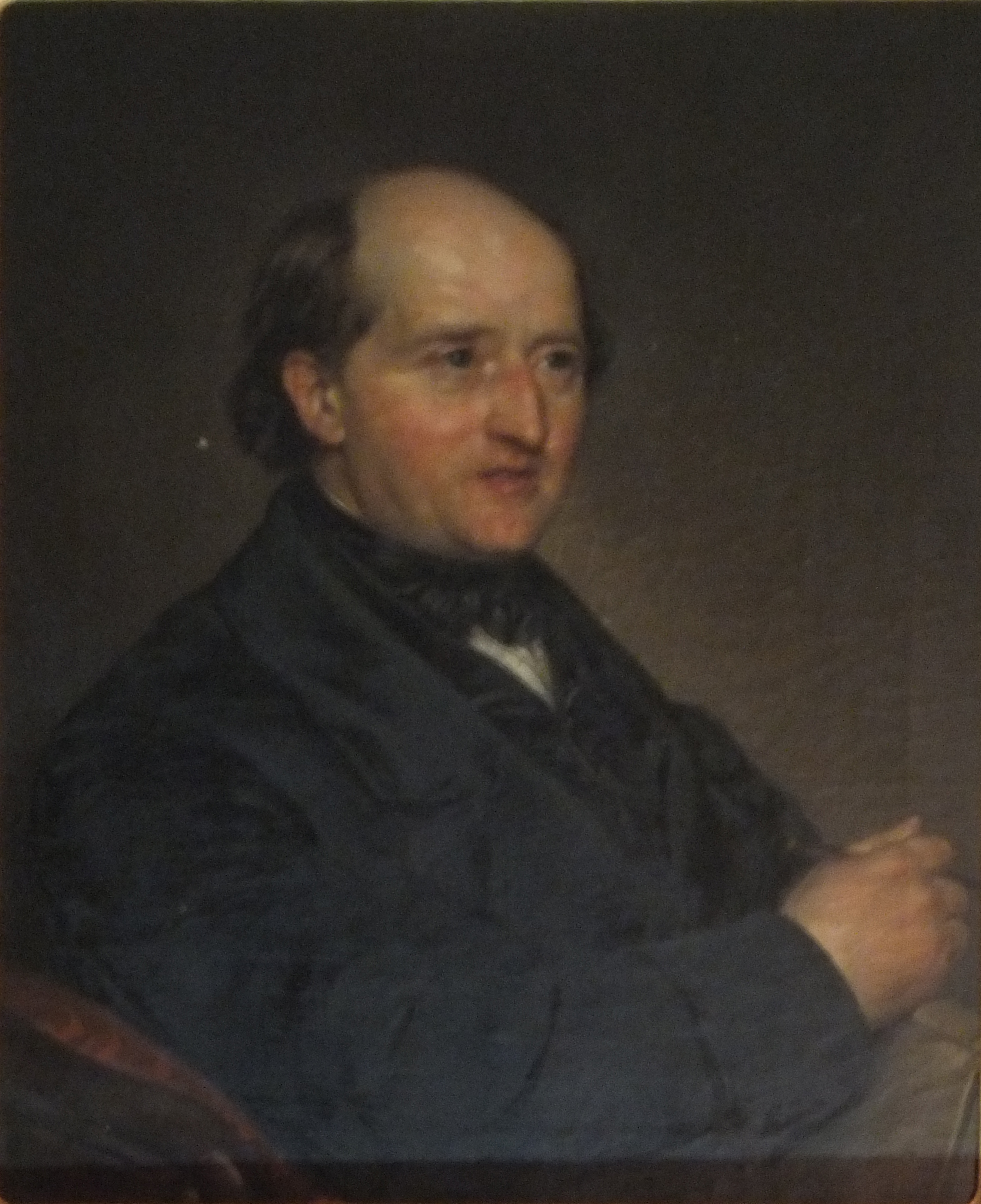
Ritratto dell'abate Giovanni Battista a Prato conservato nel palazzo di famiglia a Piazzo (Segonzano)

Giovanni Battista Paride Camillo a Prato nacque dalla nobile famiglia a Prato, originaria della Lombardia e presente in Trentino sin dal XV secolo. Frequentò il Ginnasio a Trento e proseguì gli studi a Vienna laureandosi il 31 maggio 1842 in teologia.
Nello stesso anno il barone Giovanni a Prato iniziò l'attività come professore di religione presso il Ginnasio di Rovereto.
Nel 1848 fu deputato alla costituente di Francoforte e nel 1866 alla dieta di Innsbruck. Fu difensore dell'italianità del Trentino e si impegnò per l'autonomia nei confronti dell'Austria per tutta la vita sia a livello politico sia sociale.
Come giornalista scrisse sul Messaggiere tirolese divulgando il suo pensiero autonomista. Nel 1850 fondò Il giornale del Trentino che venne soppresso quattordici mesi dopo, e nel 1868 fondò Il Trentino. 
Nel 1866 donò le colonne e la gradinata per la costruzione del nuovo protiro della chiesa dell'Immacolata di Piazzo, distrutto tre anni prima da un incendio.